# 들러리 캐릭터인 주제에, 슈퍼 달링 왕자의 총애를 받고 있습니다.
《들러리 캐릭터인 주제에, 슈퍼 달링 왕자의 총애를 받고 있습니다.》(当て馬キャラのくせして、スパダリ王子に寵愛されています。)는 유우키 아오가 원작한 일본의 성인 만화이다. 2022년 8월 1일부터 ComicFesta로부터 「BL 스크리모」 레이블에서 발간되었다.

## 줄거리
「나」는 사고로 사망해, 연애 판타지 소설 「은의 왕자와 성스러운 신부」의 세계에 들러리 캐릭터의 로닐로서 환생해 버린다. 로닐은 여주인공 릴리를 덮쳐 단죄당하고 마는 캐릭터였지만 로닐은 슈퍼 달 링 왕자 알렉에게 반한 약을 뿌려버려 원작 소설과 달리 알렉은 로닐을 사랑하게 된다.

## TV 애니메이션
AnimeFesta 오리지널의 일환으로 2024년 4월부터 6월까지 도쿄 MX에서 5분간의 단편 애니메이션로서 방송되었다. 다른 AnimeFesta와 마찬가지로 통상판과 연령 제한이 있는 완전판이 존재하며 완전판은 AnimeFesta 오리지널 독점 착신된다.